# Pseudamphidraus

Pseudamphidraus — устаревший род пауков скакунов, представители которого на данный момент расформированы по другим родам. В состав рода включали два вида из Гвианы. Род был создан в 1947 году итальянским энтомологом и арахнологом Ludovico di Caporiacco.

## Этимология
Название рода скомбинировано из слов греч. pseudo — "ложный", и + название рода пауков-скакунов Amphidraus.

## Виды
В состав рода входили:
- P. niger Caporiacco, 1947 — теперь: Noegus niger (Amycinae)
- P. variegatus Caporiacco, 1947 — перенаправлен: Marma nigritarsis (Amycinae)